# Francesco Antonio Uttini
Francesco Antonio Uttini, född 1723 i Bologna, död den 25 oktober 1795 i Stockholm var en italiensk-svensk dirigent, tonsättare och musiker. Han invaldes den 18 mars 1772 som ledamot nr 32 av Kungliga Musikaliska Akademien.

## Biografi
Uttini studerade för padre Martini, vistades någon tid i London, innan han 1754 kom till Stockholm som anförare för det av Adolf Fredrik inkallade italienska operasällskapet, för vilket han komponerade de 1754–1764 på Drottningholms slottsteater uppförda operorna La Galatea, L'isola disabitata (1755), II re pastore (1755; hans populäraste; manuskript i Musikaliska akademiens bibliotek), L'eroe cinese, L'Adriano och Il sogno di Scipione. Tillika skrev han för den närvarande franska truppen operorna Psyché (1766), Cythère assiégée, L'aveugle de Palmyre, Le gui de chéne och Soliman II. Efter den italienska truppens avskedande blev han 1767 tillförordnad hovkapellmästare och kallades 1772 att medverka vid den Kongl. operatheaterns inrättande. En ny orkester sammansattes av kungliga kapellister och kammarmusiker, regementsmusikanter och enskilda. Kören uppgick till 40–50 personer, och den 18 januari 1773 öppnades den nya teatern i Bollhuset med Uttinis opera Thetis och Pelée till text av Gustav III och Johan Wellander. För samma scen tonsatte Uttini ytterligare operan Aline, drottning av Golconda (1776), körer till tragedierna Athalie och Iphigenie, balettmusik till Gustaf Adolf och Ebba Brahe, tillsammans med Henrik Philip Johnsen musik till Birger Jarl och Mechtild och tillsammans med Kraus musik till Oedipe. Han introducerade Glucks fem förnämsta operor samt opera comiquer av Pierre-Alexandre Monsigny och André Grétry. Han utnämndes 1781 till förste hovkapellmästare och fick 1788 avsked med bibehållen lön.
"Uttinis skrifsätt är i allmänhet detsamma, som utmärker mängden af italienska operor före Glucks tid: samma huldsaliga, sinnligt smekande monotoni, samma ljus utan skugga, blancmangé utan starkare harmonisk eller rytmisk krydda, samma ändlösa arior och stereotypa sekvenser af vokaliser. Men bedömda efter den tidens måttstock, äro hans operor skrifna med oneklig talang och röja både studier och rik melodisk begåfning."
Uttini skrev även rena instrumentalverk, bland annat 3 orkestersymfonier, 6 sonater och 17 violintrior (samtliga förvarade i Uppsala universitetsbibliotek), ett passionsoratorium och åtskillig festmusik för hovet.
Uttini var först (1753) gift med operasångerskan Rosa Scarlatti och sedan (1788) med sopranen Sofia Liljegren. Han var far till Carlo och Adolpho Ludovico Uttini.
Uttinis operor har genom åren varit flitigt förekommande på Drottningholms slottsteater, se nedan under "Scenmusik" beträffande åren före 1806. Efter återinvigningen av teatern år 1922 har Birger Jarl givits år 1949 och Kineserna år 1967.
Delar av Uttinis opera Thetis och Pelée finns inspelade av Musica Sveciae på mscd 426.

## Verk komponerade för Sverige

### Scenmusik
- La Galatea (Pietro Metastasio), Drottningholm (1754)
- L'isola disabitata (Pietro Metastasio), Drottningholm (1755)
- II re pastore (1755), Drottningholm (1755)
- L'eroe cinese (Pietro Metastasio), Drottningholm (1757)
- L'asilo delle scienze (Pietro Metastasio), Drottningholm (1757)
- Adriano (Pietro Metastasio), Drottningholm (1757)
- Il sogno di Scipione (Pietro Metastasio), Stockholm (1764)
- Psyché (Philippe Quinault efter Molière), Drottningholm (1766)
- Soliman II ou Les trois sultanes (Charles-Simon Favart), Stockholm (1760-tal)
- Cythère assiégée (Charles-Simon Favart), Stockholm (1760-tal)
- Le gui de chène, (V. Junquières) Stockholm (1760-tal)
- L'aveugle de Palmyre, (Desfontaines-Lavallée) Stockholm (1760-tal)
- Thetis och Pelée (Johan Wellander efter Bernard le Bovier de Fontenelle) Stockholm (1773)
- Aline, drottning av Golkonda (Christoffer Bogislaus Zibet efter Michel-Jean Sedaine) Stockholm (1776)

### Vokalmusik
- Amor divino, julmusik (c:a 1765)
- Begravningsmusik för Adolf Fredrik (1771)
- Musik för kröningen av Gustav III (1773)
- Adolph Friedrich kyrkas invignings-act, (1774)
- La passione di Gesù, (Pietro Metastasio) Stockholm (1776)

### Instrumentalmusik
- 6 symfonier
- 6 sonates pour le clavessin Stockholm (1756)
- Triosonater

### Övrig musik
- Körer till Jean Racines Athalie, Stockholm (1770)
- Svensk version av Athalie, Stockholm (1776)
- Körer till Jean Racines Iphigénie, Stockholm (1777)
- Svensk bearbetning av Christoph Willibald Glucks Orpheus och Euridice (Göran Rothman efter Ranieri de Calzabigi), Stockholm 1773
- Svensk bearbetning av Christoph Willibald Glucks Iphigenie i Auliden (Johan Henric Kellgren efter François-Louis Gand Le Bland Du Roullet), Stockholm 1778
- Divertissement till Gustaf Fredrik Gyllenborgs skådespel Birger Jarl, Stockholm (1774) (samarbete med Henrik Philip Johnsen)
- Musik till Oedipe (tillsammans med Joseph Martin Kraus)

### Fotnoter
1. ↑  Aaron Swartz, Open Library, Open Library-ID: OL7104184A, läst: 9 oktober 2017.[källa från Wikidata]
2. ↑  Nationalencyklopedin, Nationalencyklopedin-ID: francesco-antonio-uttininationalencyklopedin, läst: 9 oktober 2017.[källa från Wikidata]
3. 1 2  International Music Score Library Project, IMSLP-ID: Category:Uttini,_Francesco_Antonio_Baldassare, läst: 9 oktober 2017.[källa från Wikidata]
4. ↑  Gemeinsame Normdatei, läst: 19 december 2014.[källa från Wikidata]
5. ↑  Discogs, Discogs artist-ID: 3360101, läst: 9 oktober 2017.[källa från Wikidata]
6. ↑  Gemeinsame Normdatei, läst: 1 januari 2015.[källa från Wikidata]
7. ↑  Levande musikarv, Levande Musikarv-ID: uttini-francesco-antonio, läs online.[källa från Wikidata]
8. ↑  Nyström, Pia; Kyhlberg-Boström Anna, Elmquist Anne-Marie (1996). Kungl. Musikaliska akademien: matrikel 1771-1995. Kungl. Musikaliska akademiens skriftserie, 0347-5158 ; 84 (2., rev. och utök. uppl.). Stockholm: Musikaliska akademien. Libris 7749167. ISBN 91-85428-99-X (inb.)
9. ↑  ”Birger Jarl och Mechthild”. http://dibiki.ub.uni-kiel.de/viewer/image/PPN653883382/37/LOG_0010/.
10. ↑  Lindgren, Carl Adolf (1921). ”Uttini, Francesco Antonio”. i Th. Westrin. Nordisk Familjebok. Stockholm: Nordisk familjeboks förlags aktiebolag. sid. 177. https://runeberg.org/nfck/0107.html

### Andra gustavianska operakompositörer
- Johann Christian Friedrich Haeffner
- Joseph Martin Kraus
- Johann Gottlieb Naumann
- Georg Joseph Vogler